# Santa Rosa, Ocotlán de Morelos
Santa Rosa är en ort i Mexiko.   Den ligger i kommunen Ocotlán de Morelos och delstaten Oaxaca, i den sydöstra delen av landet, 400 km sydost om huvudstaden Mexico City. Santa Rosa ligger 1 510 meter över havet och antalet invånare är 261.
Terrängen runt Santa Rosa är platt västerut, men österut är den kuperad. Terrängen runt Santa Rosa sluttar västerut. Runt Santa Rosa är det ganska tätbefolkat, med 67 invånare per kvadratkilometer. Närmaste större samhälle är Vicente Guerrero, 18,3 km norr om Santa Rosa. Omgivningarna runt Santa Rosa är en mosaik av jordbruksmark och naturlig växtlighet.